# SUBARU (自動車)
SUBARU（スバル）は、株式会社SUBARU（旧・富士重工業）が展開する自動車製造部門・航空機製造部門のブランド名である。

## 概要
SUBARUは太平洋戦争までの航空機メーカーである中島飛行機を源流に持ち、創業期に百瀬晋六をはじめとする元航空技術者たちが自動車開発に携わってきたという歴史から航空機に通じる機能性・合理性優先で、既成概念にとらわれないユニークなメカニズムを特徴とする自動車を多く送り出してきた。特に走行性能に特化した技術志向が強く、四輪駆動車と水平対向エンジンはスバルの技術の特徴となっている。そのため、スバルというブランドをこよなく愛するスバリストと呼ばれるエンスージアスト（熱心なファン）も少なくない。
2010年以降、北米市場では、悪路走破性と衝突安全性の面からスバル車の評価が高まり、販売台数を急速に伸ばしているが、SUBARUは年間販売台数が100万台未満の国内大手自動車8社中で最小の自動車メーカーで、著しく国内生産比率が高いことや2020年以降半導体などの部品供給不足もあり、北米市場で恒常的な供給不足が続いている。北米市場における供給不足と技術志向の高性能プレミアムイメージによる車体販売価格の高値推移により、SUBARUの営業利益率は、高級ブランドのBMWを超える13 %を記録している。2014年には累計国内生産台数が2000万台を突破した。安全性に関し、日本では自動車事故対策機構からインプレッサSPORT/G4およびSUBARU XVが2016年度自動車アセスメント「衝突安全性能評価大賞」 を、北米では米国道路安全保険協会から2017年型インプレッサが2017年安全評価で最高評価「トップセイフティピック（TSP）＋」を受けている。2018年現在、国内主要自動車メーカーで軽自動車・商用車・OEM車を除く国内販売の現行車種が全て3ナンバー車種である唯一の自動車メーカーである。

## 自動車開発の歴史

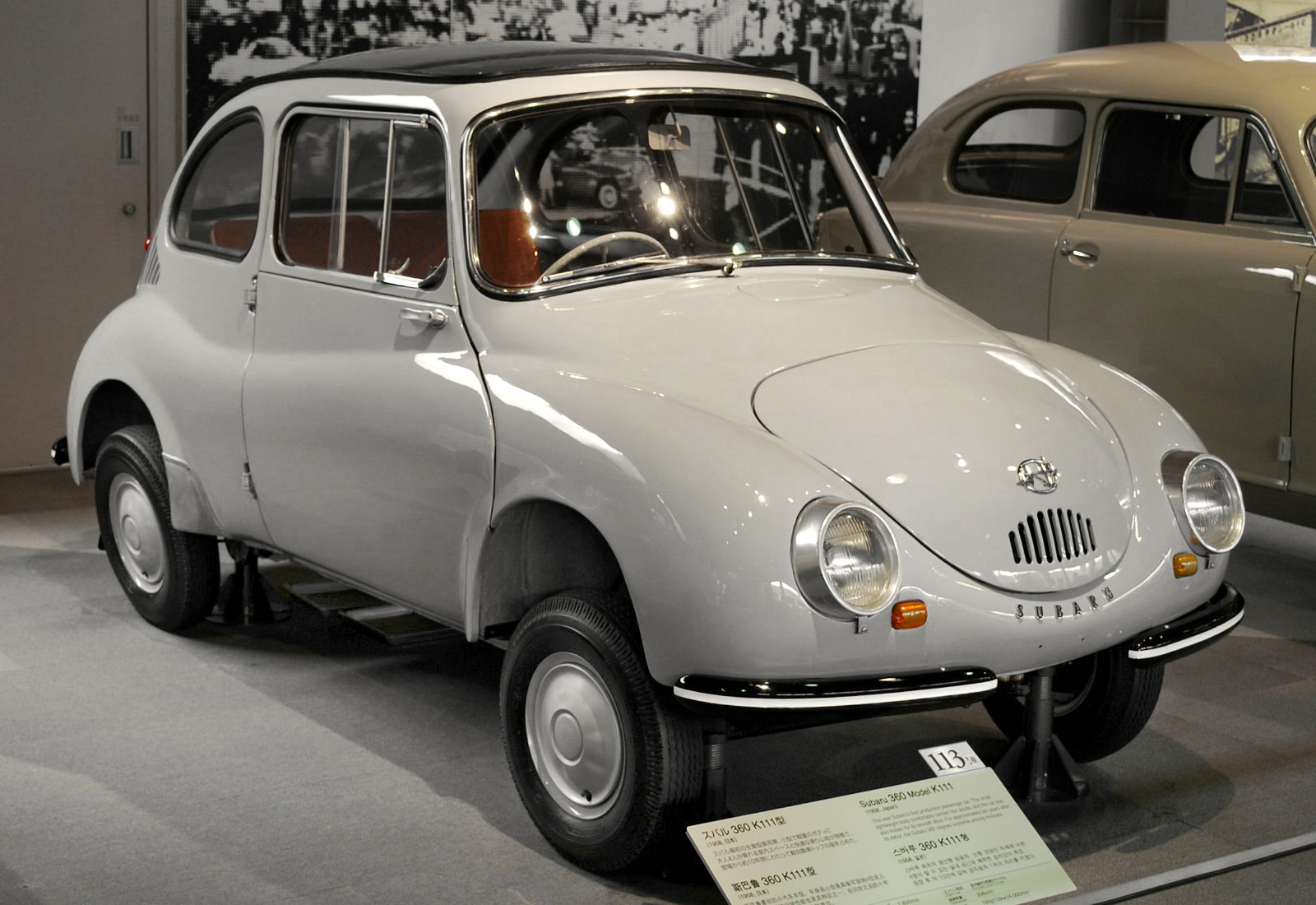
1958年 スバル・360

その初期の製品は、航空機開発によって培われた設計指針により、軽量かつ操縦性に優れ、空間実用性をも満たした高度な設計がなされ、市場を先導した。1954年（昭和29年）に試作されたスバル・1500では、日本製乗用車として初のフル・モノコック構造を採用している。
1958年（昭和33年）発売のスバル・360は、「国民車構想」の内容に近い水準の自動車を、高度な技術で具現化したもので、「大人4人が乗れる初めての軽自動車」リアエンジン・リアドライブ（後ろ置きエンジン・後輪駆動）方式として、日本人にとって自動車を身近なものにした。

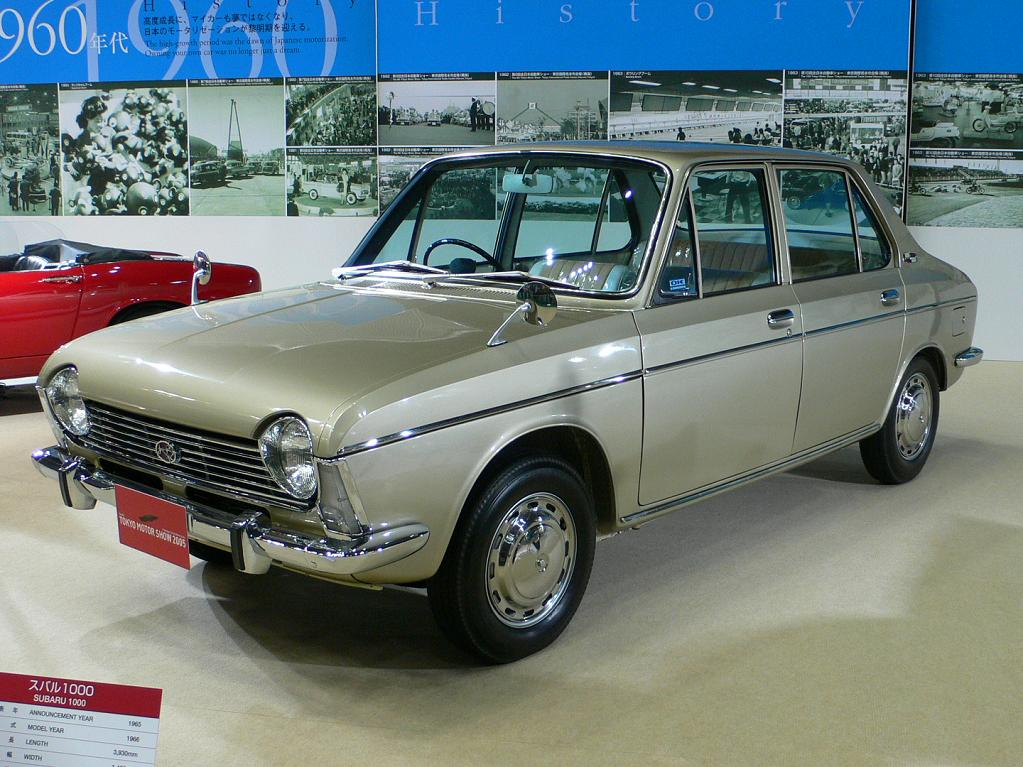
1966年 スバル・1000

1966年（昭和41年）発売のスバル・1000では、縦置き水平対向エンジンによる前輪駆動レイアウトを採用し、以後、四輪駆動車を含む現行主力モデルに至るまでこれを踏襲している。またこのスバル・1000では、前輪駆動車にとっての重要部品である「等速ジョイント」の完成形、ダブル・オフセット・ジョイント（D.O.J.）を東洋ベアリング（現・NTN）と共同で開発、同車の成功の要因となり、1970年代から本格化した、小型車の前輪駆動化の世界的な潮流に先鞭をつけた。

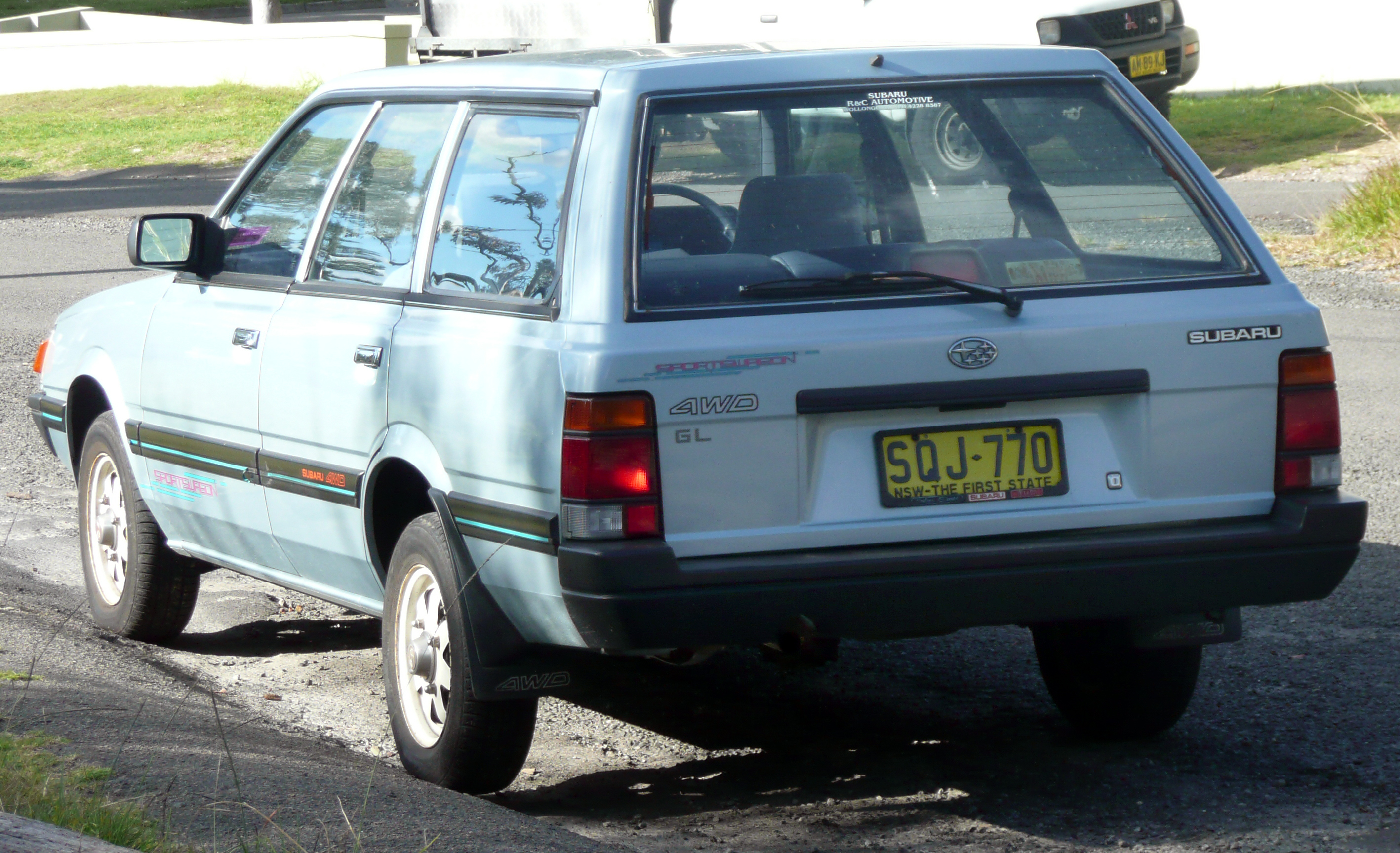
1989年 スバル・レオーネ GL 4WD

スバル初の四輪駆動車は、1972年のレオーネエステートバン1400 4WDで、本格的な量産ラインで生産される自動車としては世界初の四輪駆動乗用車となった。自動車の運動性能にもたらす四輪駆動の効果に世界が注目する端緒となったドイツのアウディ・クワトロの発売は1980年であり、富士重工業は四輪駆動乗用車開発・生産の経験ではアウディをも上回る。そのため、四輪駆動システムについても、その初期から様々な試みがなされており、世界の自動車メーカーのベンチマークとなっている技術も数多い。
レオーネの四輪駆動車は一般的なセダン・ワゴンの外見でありながら、優れた悪路走破性を持つ独自の特徴が降雪地域の利用者などから高い評価を得た。1980年代からはよりオンロード色が強まり、後継のレガシィやインプレッサではさらに顕著になった。2021年現在、軽自動車を含む全車種（BRZを除く）に四輪駆動が展開されているが、特にレガシィ、フォレスター、レヴォーグ、XV、VA型WRXは全モデルが四輪駆動である。
四輪駆動の技術を活かし、アウトドアを嗜む社員の視点から、レオーネ/レガシィ・ツーリングワゴンのような四輪駆動ステーションワゴンやレガシィ・アウトバック、フォレスターのようなクロスオーバーSUVといった新規市場を開拓した。1989年10月発売のレガシィ・ツーリングワゴンGTは高出力4WDワゴンという特徴が市場に好評を博した。社団法人自動車技術会の委員会が「後世に語り継ぐべき特徴を持つ故実」として選定した「日本の自動車技術330選」にスバル・レオーネ4WDバンとセダンがそれぞれ選ばれている。
1981年、後輪駆動用トランスファーに、世界で初めて流体式の電磁式油圧多板クラッチを実用化したフルタイムAWDオートマチックを発売。
また、この電磁式油圧多板クラッチを発展させ、前後不等・可変トルク配分とエンジン出力制御、ABSとの統合制御による高度なアクティブセーフティ（予防安全）技術である車両制御システムVDC（Vehicle Dynamics Control System、横滑り防止機構）も実用化している。このVDCは、すでに実用化されている自動運転支援システムADA（Active Driving Assist）や防衛関連事業で培った高度なロボット技術との統合制御による、完全自律運転システムへの発展が期待され研究が続けられている。
なお、2008年6月、このADAから前車との車間計測のために備えていたミリ波レーダーを廃して、2台のCCDステレオカメラで車両周辺の状況を解析・判断、車両制御技術としては世界初となる、車速が15 km/h以下での衝突被害軽減ブレーキ制御や障害物検知、さらに全車速追従型クルーズコントロールなどの機能を備えた「EyeSight（アイサイト）」システム搭載車を発売。従来の安全技術などと比べ高機能ながら割安で、戦略的な価格設定であった。その後EyeSightは2021年現在で新世代アイサイト（Ver.4相当）にまで進化し、とりわけVer.2以降は市場の認知も広がり、他社銘からの乗り換え需要をも取り込み爆発的な人気を博した。その後他社からも衝突被害軽減ブレーキ搭載車種が増えるなどASV普及の起爆剤となっているが、NASVA公式発表映像においても衝突回避の可否においてEyeSightと他社製品との雲泥の差を見せつけるなど性能の高さを実証した。

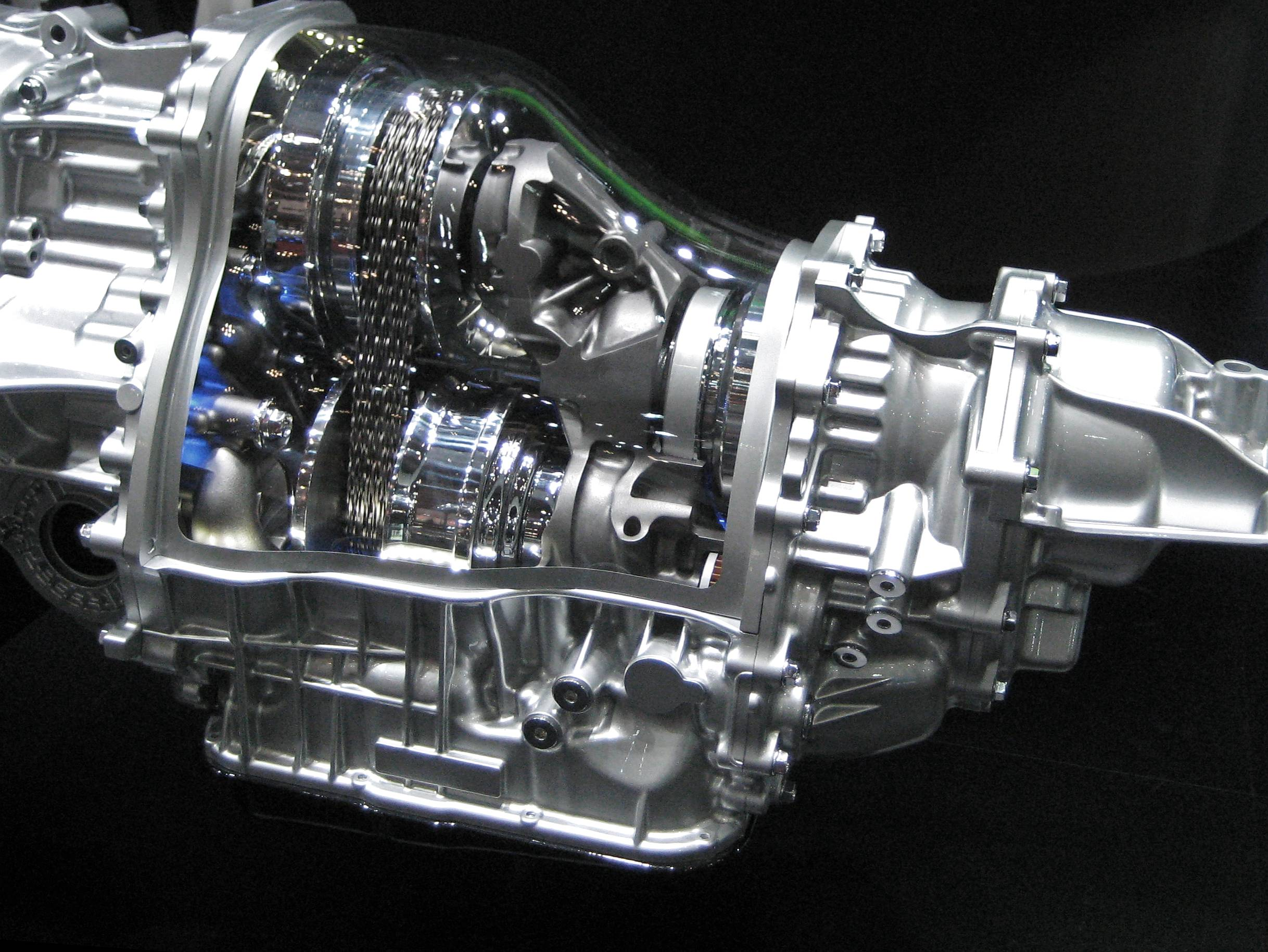
リニアトロニック（東京モーターショー2009出展）

2020年現在広く使われている金属ベルト式無段変速機を1987年に「ECVT」の名で「ジャスティ」向けに世界に先駆けて量産車に導入した（オランダ、VDT（Van Doorne's Transmissie BV）との共同開発）。ECVTは自社小排気量車および日産・マーチ（K11型、「N-CVT」の名称で搭載）、イタリアFIAT社のプント、パンダに搭載された。CVTの技術はその後日産自動車に使用許可が与えられ、日本メーカー各社が主にコンパクトカーなどに採用しているジヤトコ社製「ハイパーCVT」の基となったといわれている。
スバルのCVT搭載車は2009年当時、サンバーを除く全軽自動車に搭載していたが、2009年5月20日にレガシィ、レガシィアウトバックにも金属チェーン式のバリエーター（主変速機機構）を採用した「リニアトロニック」CVTを新たに設定した。
公益社団法人自動車技術会「日本の自動車技術330選」の変速機・駆動系部門に、ECVTとリニアトロニックが選ばれている。

### 水平対向エンジン

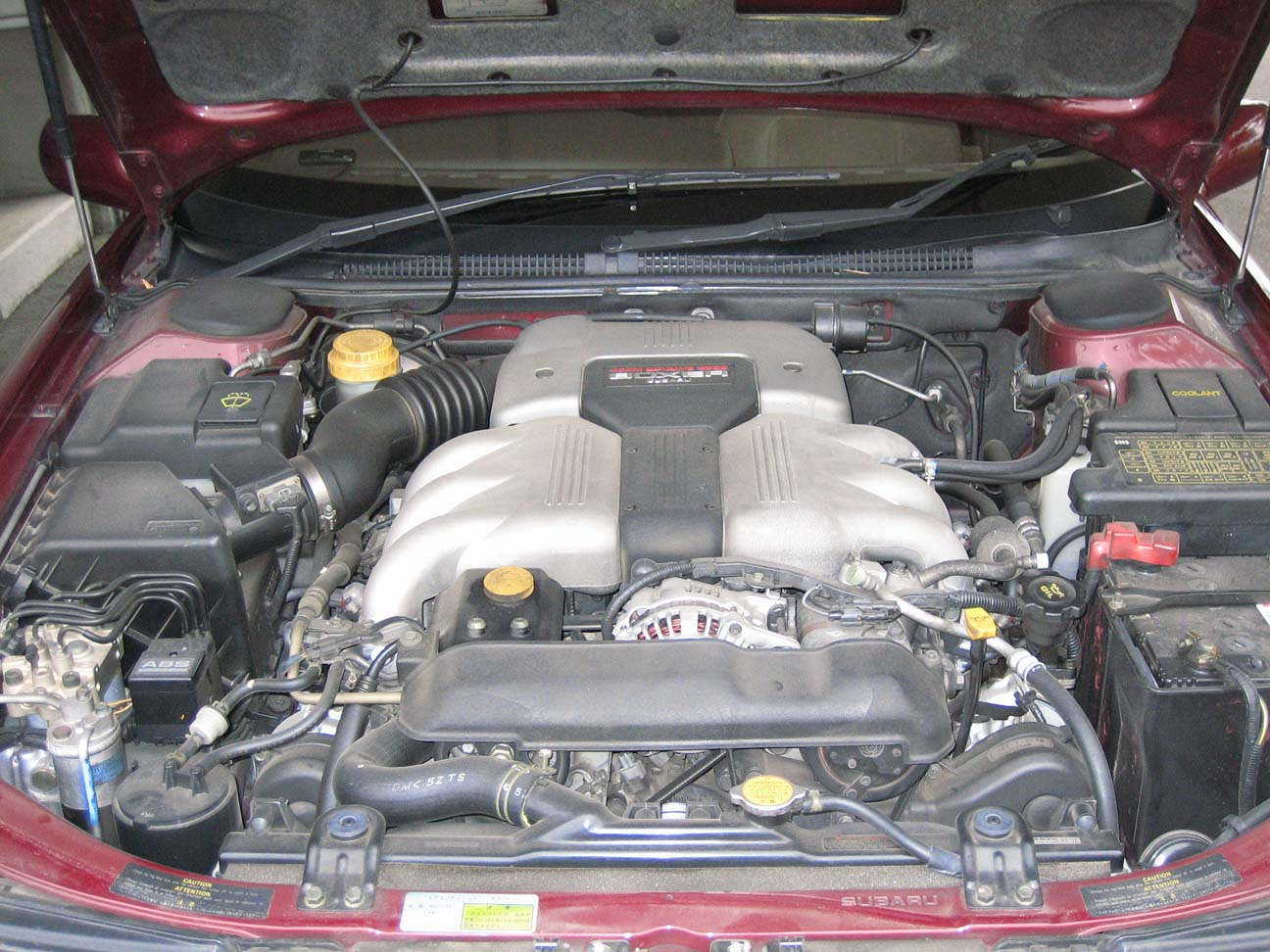
EG33型水平対向6気筒エンジン

現行の主力モデルでは、水平対向エンジンを車体前方に縦置き搭載して四輪を駆動するSYMMETRICAL AWD（シンメトリカルAWD）構造を特徴としている。水平対向エンジンは、かつてはフォルクスワーゲンを始め、GMやトヨタでも採用車種があるほど普及したエンジン形式であったが、横置きやロングストローク化に適さないことから徐々に採用メーカーが減り、2023年現在、量産型の乗用車用エンジンとしてはSUBARUとポルシェのみとなっている。また、フルタイム四輪駆動機構を展開する自動車メーカーとしてはドイツのアウディ等が有名であるが、前置き水平対向エンジンとフルタイムAWDの双方を組み合わせた製品を展開するのは、世界でSUBARUのみとなっている。
水平対向エンジンは、質量の大きなシリンダーヘッドがクランクシャフトと同じ高さとなるため、直列エンジンやV型エンジンに比べ重心が低い。また、向かい合うピストンのクランクピンが180°の位相にあるため、互いの一次振動を打ち消し合い、本質的に直列よりもエンジンの振動が少ない。
パッシブセーフティ（衝突安全）の面では、前面衝突時に水平対向エンジンの形状が問題となる。水平対向エンジンは横幅が広いため、前面衝突を制御するサイドメンバーを適切な位置に通すのが難しい。この問題は、前面衝突時にエンジンとトランスミッションを床下に潜り込ませる「苦肉の策」により乗り越えている。

### 環境対応車の開発

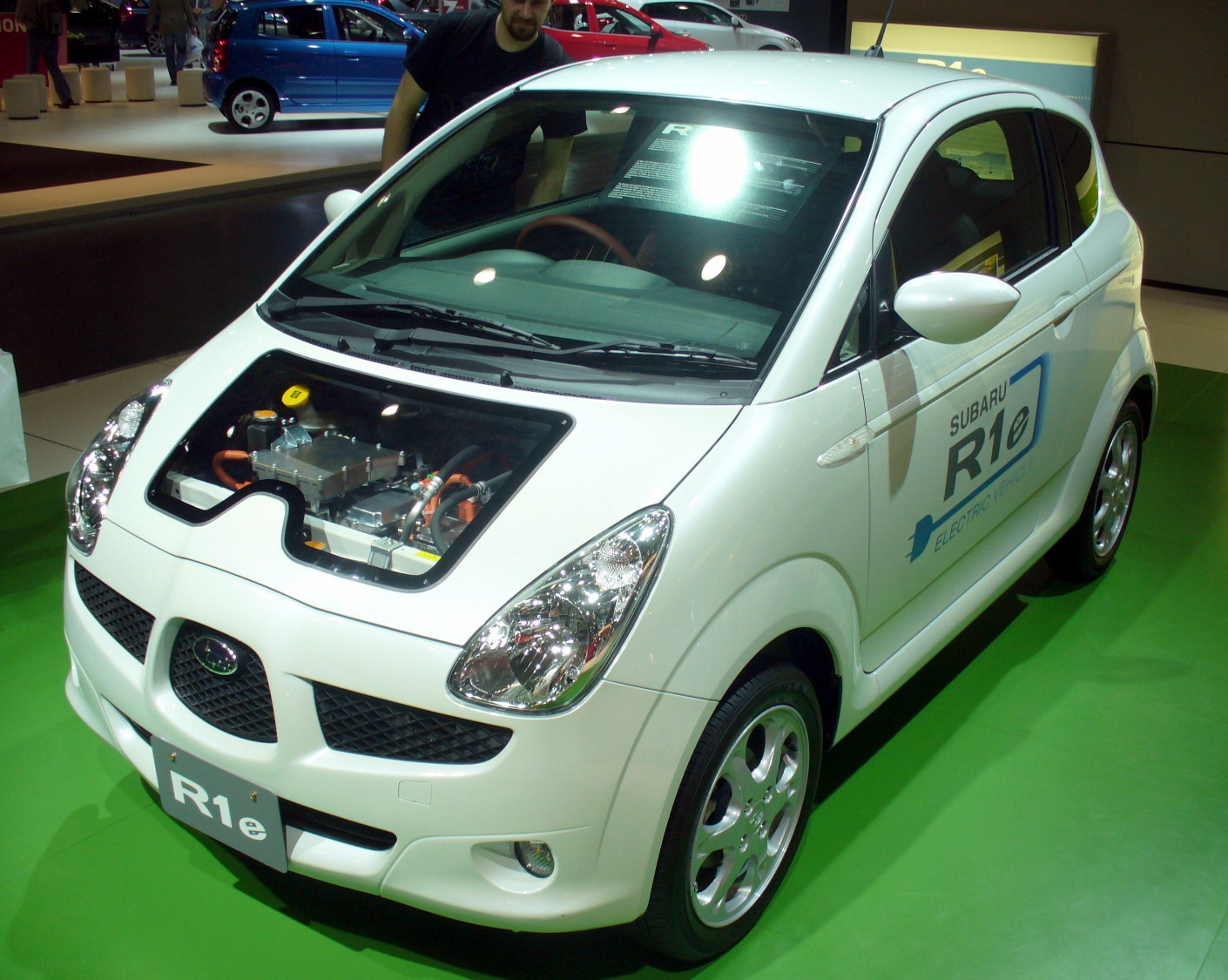
2009年 スバル・R1e

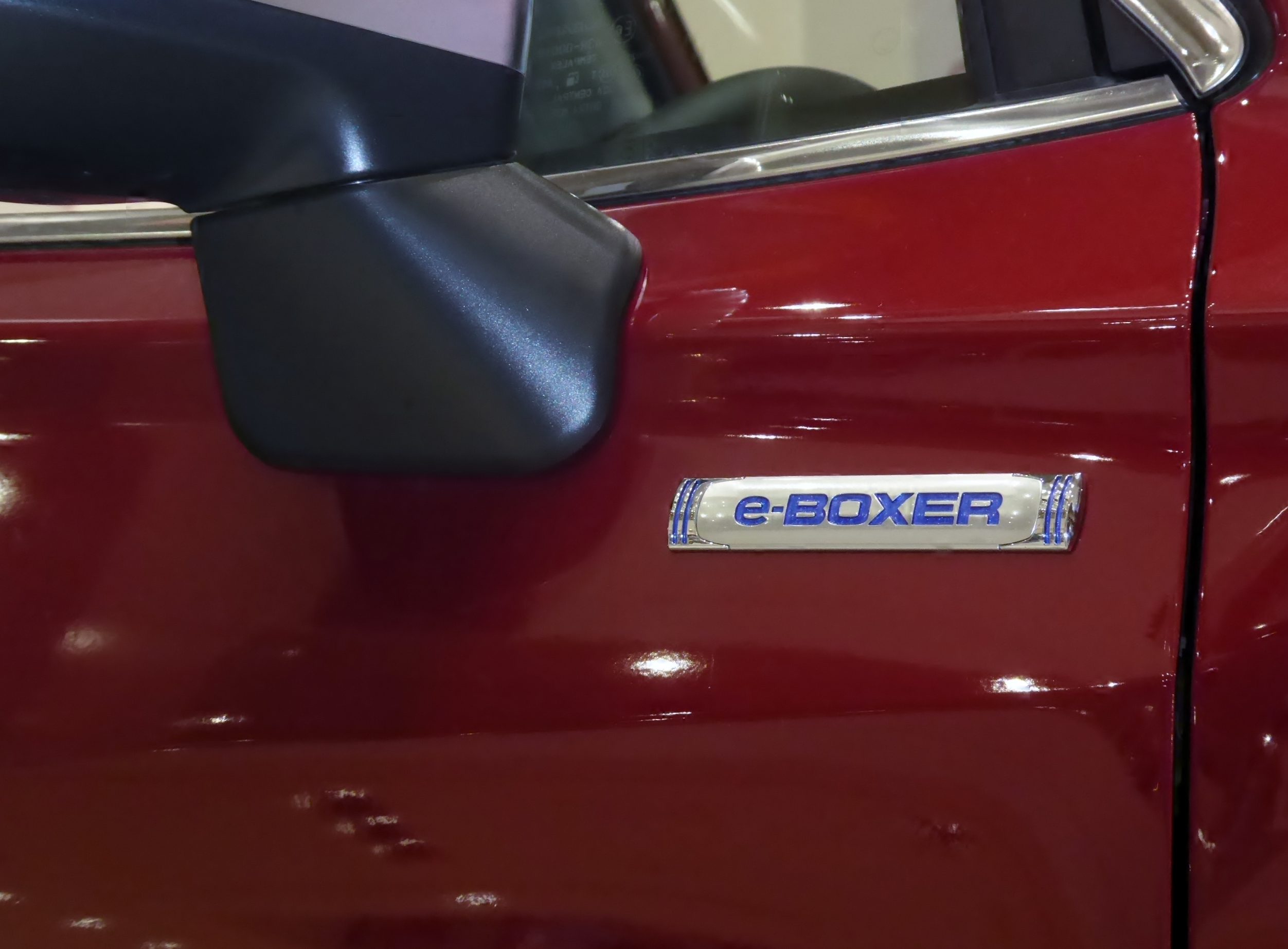
e-BOXERエンブレム（フォレスター）

電気自動車（EV）の開発については、1960年代後半に国産メーカー各社の開発競争があり、1971年（昭和46年）第18回東京モーターショーに、スバル・ff-1 1300Gバンを基にソニー製燃料電池を採用した「スバル・エレクトロワゴンX-1」を参考出品している。その後、あまり目立った動きはなかったが、突如2002年（平成14年）5月、NECと富士重工業との共同出資による合弁事業で「NECラミリオンエナジー」を設立し、自動車用マンガン系リチウムイオン組電池の開発開始を発表した。
2005年（平成17年）6月、東京電力と共同開発による軽自動車「R1」をベースにしたEV、「R1e」を公開、すでに2007年（平成19年）春から納入を開始した。2009年（平成21年）6月4日には、電気自動車「プラグインステラ」を発表、同年7月より2年間400台限定でリースの納入を開始。しかし、軽自動車からの撤退と共に生産を中止し、その後はトヨタと共同開発するハイブリッドカー (HV) に注力。2013年（平成25年）、初のHV「SUBARU XVハイブリッド」を発売、2015年（平成27年）には「インプレッサスポーツハイブリッド」を投入した。ハイブリッドシステムは2.0 L水平対向エンジンにCVT、1モーター、パナソニック製0.6 kWhニッケル・水素充電池を組み合わせた独自のもの。過給機（ターボチャージャー）によらず、より高い動力性能と環境性能の両立を志向している。同一車種の非HV仕様と比べ、燃費がJC08モードで3割程度向上しているが、自動車雑誌による評価では実際の道路状況下における燃費の向上は限定的で、むしろ走りの良さであったり4WD設定があるHVであることが美点とされた。このハイブリッドシステムは2018年（平成30年）発売のフォレスター以降「e-BOXER」（イーボクサー）と命名された。これとは別に、トヨタ・ハイブリッド・システム（THS）をベースにしたプラグインハイブリッドシステム「SUBARU StarDrive Technology」の開発も進められており、2018年に米国市場へ投入したクロストレック（XVの米国名） ハイブリッドに初めて搭載された。
また、2005年に開発を発表した「水平対向ディーゼルエンジン」が2007年3月、スイス・ジュネーヴ・モーターショーで公開され、2008年3月、ドイツを皮切りに順次EU各国とオーストラリアに向けて発売が開始された。世界初の水平対向4気筒・ターボディーゼルエンジンは「EE20」型 と名付けられ、DOHC・16バルブヘッドのほか、1,800気圧の噴射圧を持つデンソー製コモンレール式インジェクター、IHI製可変ノズルターボを装備。1,998 cc の排気量から最高出力150 ps /3,600 rpm、最大トルク35.7 kg-m /1,800 rpmを発揮、CO2排出量も148 g/km と現代的なディーゼルに相応しい性能であるが、排ガス値は発表当初「ユーロ4適合」に留まり、より排出ガス規制（特にNOx）の厳しい日本や北米市場への導入は行われていない。発表当初の予定では、これらの市場へは2010年までの導入を目指していた模様であり、事実、2015年にはユーロ6bに適合させたものの、日本国内に関しては導入時期の延期および搭載予定車種が数度発表されるに留まっていた。しかし2017年9月、欧州での販売不振を主因として、ディーゼル車の製造・販売から2020（令和2）年度を目途に撤退の方針とする報道がなされた。なお、このEE20型エンジンは、2009年（平成21年）に第6回新機械振興賞「機械振興協会会長賞」を受賞している。
2023年（令和5年）、6年ぶりのモデルチェンジとなる6代目新型フォレスターをロサンゼルスオートショー2023にて世界初公開した。

## モータースポーツ

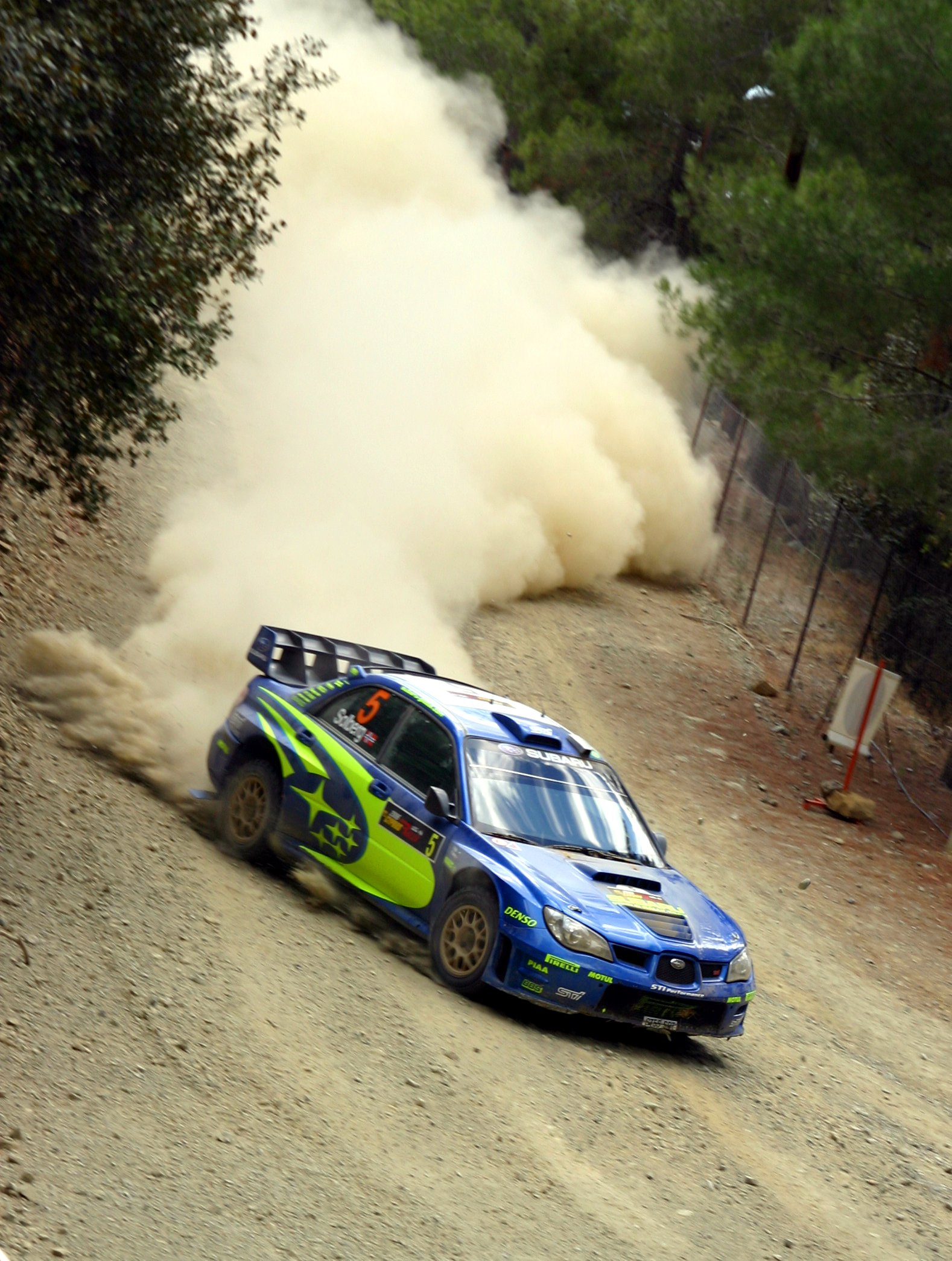
インプレッサWRC2006（2006年キプロスラリー）

モータースポーツにおいてはラリー競技での活動が知られる。テストドライバーの小関典幸 や高岡祥郎を中心とする社内活動として、1973年（昭和48年）よりオーストラリアのサザンクロスラリー、1980年（昭和55年）よりケニアのサファリラリーに挑戦し、「ボクサー+4WD」というアイデンティティを示した。当時の主体は群馬の研究実験部だったが、1988年（昭和63年）に久世隆一郎を代表とする、モータースポーツ関連の子会社「スバルテクニカインターナショナル（STI）」を設立した。
1989年（平成元年）にレガシィを発表するとイギリスのプロドライブと提携し、スバルワールドラリーチーム （SWRT）として1990年（平成2年）よりグループA規定の世界ラリー選手権（WRC）に本格参戦。1993年（平成5年）より後継のインプレッサを投入し、1995年からワールドラリーカー規定初年度の1997年にかけてマニュファクチャラーズタイトルを3連覇するなど、一時代を築いた。ドライバー部門ではコリン・マクレー（1995年）、リチャード・バーンズ（2001年）、ペター・ソルベルグ（2003年）の3人のチャンピオンを輩出した。世界同時不況の影響で2008年シーズンを最後にWRCでのワークス活動を終了。WRC通算47勝（レガシィ1勝、インプレッサ46勝）は国内メーカーの中では三菱を凌ぎ2位である。
市販車からの改造範囲が狭いグループN車両を用いるPWRC（プロダクションカー世界ラリー選手権）や、地域のERC（欧州ラリー選手権）、APRC（アジアパシフィックラリー選手権）でも、90年代半ばから2010年代半ばまで、三菱・ランサーエボリューションと寡占状態を築き続けた。
1990年（平成2年）にはコローニチームを買収して、イタリアのモトーリ・モデルニと水平対向12気筒を共同開発しF1に参戦したが、予備予選すら通過できず半年のみで撤退した。スポーツプロトタイプカー世界選手権（WSPC）でもF1用のF12エンジンをアルバAR20/1に搭載したが、似たような結果に終わった。入門フォーミュラのFJ1600にもEA71を供給し、こちらは最終的にSUBARUのワンメイクとなった。
ツーリングカーレースでは英国トップランのTCR、チームBMRと英国SUBARUのBTCC（英国ツーリングカー選手権）の活動が知られる。後者は2017年にタイトルを獲得した。現在はどちらも活動を終了している。
2023年現在のSUBARU本社とSTIのレース活動は、従来のスーパーGTとニュルブルクリンク24時間の2つに加え、従来SUBARUディーラーによって行われてきた全日本ラリー選手権への参戦が開始されている。またSTIは関わってはいないが、米国SUBARUのARAラリー（旧ラリーアメリカ）が知られる。
AWDを積極的に自動車の運動性能・操縦性の向上に利用する取り組みでは、1990年からイギリス・プロドライブ社とのWRCへの参戦で、エンジン性能向上技術や、2004年まで、前、後、センターデフのフルアクティブ化をはじめとする、膨大な技術的データ蓄積が得られているものと思われる。
WRC参戦用ベース車両であるインプレッサの市販型では、WRCからの直接のフィードバックはないものの、1994年に登場したDCCD（ドライバーズコントロールセンターデフ）制御に、2002年、4輪の車輪速センサー、横Gセンサー、スロットルセンサーなどから4輪のグリップバランスを把握して、最適な前後駆動トルクを自動的に配分する「DCCD-AUTO」モードを装備。2004年には新たに、ヨーレートセンサーを加え、さらに前後LSDとの協調制御により、操縦感覚の良さと速さを両立している。

## スバル車販売店
正規ディーラーの「スバル店」（全国46社で、SUBARU出資は34社）、○○スバル自動車（旧来から用いられ、直営、独立系いずれにも使われる。例：青森スバル自動車、静岡スバル自動車、熊本スバル自動車など）、○○スバル（1990年代後半からの販売会社再編による合併時に用いられる。主に直営販社、一部独立系も。例：北海道スバル←函館スバル自動車+室苫スバル自動車+札幌スバル自動車、東京スバル←中央スバル自動車+東京スバル自動車、福岡スバル←福岡スバル自動車+北九州スバル自動車など）のほかに、主に個人が経営する独立店舗をサブディーラーとして扱う「スバルショップ」（旧称・スバルスコープ店）があり、一部のJAやいすゞ自動車のディーラーが取り扱う例もある。
かつては高級車の需要を補完するために、1988年にボルボ、1998年にポルシェ、2003年にサーブ とそれぞれスバル本体で販売提携を結んで一部のスバル販売店で取り扱っていたが、サーブは2005年に、ボルボは2006年に、ポルシェは2018年に販売から撤退した。なお、一部の独立資本系地方ディーラー（静岡・埼玉など）は引き続きグループ会社で輸入車ビジネスを継続している。

### 販売店再編
2008年より、全国のSUBARU直営ディーラーにおいて広域統合の再編成を実施。各会社の合併は行わず全国を6つの地域別に分け、各地区内で中核販売会社を「地区全体の統括会社」、その他の販売会社を「統括会社傘下の事業会社」として位置づけ、間接部門の集約などの施策で経営効率を上げることを目的とする。
2008年に、奈良を除く近畿地区と九州沖縄地区にそれぞれ統括会社を置き、長野県内で直営2社を合併し、2009年に東北、甲信越・北陸、東海、中国・四国、各地区に統括会社を置いた。なお、北海道スバル・神奈川スバル・千葉スバル・東京スバルは事業規模や管轄エリアが大きい地域であることから現状維持とした。
2024年現在の販売会社はスバル出資10社、統括子会社23社、独立11社で合計44社である。
2025年4月より、他メーカーと同様の「直営ディーラーの広域越境合併」を実施する。東京スバルと山梨スバルを合併し、その他の地域にて統括会社と事業会社を合併し、各地域の直営ディーラーを1社体制とする。北海道スバル・神奈川スバル・千葉スバルは現状維持とする。

## 生産拠点
2024年10月現在
- 群馬製作所本工場（群馬県太田市スバル町＝旧町名・東本町）
  - レヴォーグ・インプレッサ・クロストレック（旧：SUBARU XV）・WRX S4・BRZ/トヨタ・GR86（旧：トヨタ・86）を生産する。自社開発の軽自動車を、2012年に終売するまで生産した。
- 群馬製作所矢島工場（群馬県太田市庄屋町）
  - 主にレガシィアウトバック・インプレッサ・クロストレック・フォレスターを生産する。
  - 見学施設「スバルビジターセンター」併設（予約制、入場無料）[35]。
- 群馬製作所太田北工場（群馬県太田市金山町）：通称・呑竜工場（中島飛行機創業の地）
  - 主にサンバーのシャシを生産した。ラビットスクーターも製造した。
  - 現在はSUBARU本体としての配員・稼働はしていないが、子会社のSUBARUテクノが群馬事業所として利用している。
- 群馬製作所大泉工場（群馬県邑楽郡大泉町いずみ・太田市朝日町）
  - 自動車用パワーユニット（エンジンおよびトランスミッション）を生産している。
    - この近隣地に新工場を設けてトヨタ自動車と共同開発車を製造する予定であったが、景況が悪化して計画は廃止された。同社との共同開発車生産は軽自動車撤退で余裕が生じた群馬製作所本工場で行っている。
- 群馬製作所北本工場 （埼玉県北本市朝日）
  - 元は産業機器本部の埼玉製作所として1995年より汎用エンジンの生産を行っていた。2017年9月に産業機器部門から撤退したことにともない工場としての稼動を終了していたが、2025年より生産開始予定のTHS搭載の次世代e-BOXER用のトランスミッションを生産するための工場として再稼働させることとなり、2024年1月に改称し、同年10月より稼動を開始した[36][37][38]。
- スバル・オブ・インディアナ・オートモーティブ・インク （略称：SIA）（ インディアナ州 ラファイエット）
  - 米国・カナダ向けのレガシィ・アウトバック・インプレッサに加え、2018年5月7日より、アセント[39] の生産を開始した。2007年に開始したトヨタ・カムリの受託生産は2016年5月に終了している。

## ブランド名の由来
「スバル」は、プレアデス星団の日本名「昴」（プレアデス星団#名称・神話）に由来する。日本では古くから六連星（むつらぼし）とも言われ、奈良時代の古事記や日本書紀、平安時代の『枕草子』にも記述を確認できる古語である。
この名称が最初に現われたのは、試作コードネーム「P-1」の「スバル・1500」であった。試作された車両は販売され市中を走ったとされるが、量産・市販は中止された。富士重工業初代社長の北謙治が命名した。富士重工業は中島飛行機系5社を合併していることから、6社を「統（す）べる」=「統合する」の意志が込められている。
P-1に続いて設計された「てんとう虫」の愛称で知られる「スバル・360」が人気を博して、「スバル」は広く知られた。コーポレートアイデンティティとして使われているエンブレムの「六連星マーク」は、スバル360が起源である。社内募集案をもとに、同車の基本デザインを担当した社外工業デザイナーの佐々木達三が手を加えたもので、以後何度かのデザイン変更が行われて実際の星座配列に異なりながらも、現在も大1、小5の六連星を基本とする。
富士重工業の代名詞として「スバル」の名が定着したことから、一時期「スバル株式会社」へ社名変更を計画したが、創業50周年の2003年7月15日に、従来の社名のカタカナ書きの頭文字に由来する「フ」マークの社章を自動車ブランド・スバルと同じ「六連星」に変更するにとどまった。しかし2017年4月1日に「株式会社SUBARU」へ社名変更した。
プレアデス星団の語源となったプレイアデスは、ギリシャ神話の神である巨人アトラースと精女プレーイオネーとの間に生まれた7姉妹といわれ、長女から順に「マイア、エーレクトラー、ターユゲテー、アルキュオネー、ケライノー、アステロペー、メロペー」と呼ばれている。
このうち「マイア」はスバル・450の対北米用の輸出名、および3代目レオーネのスバル発売30周年記念特別仕様車として、「アステロペー」は1987年にスウェーデンのボルボ社と共同開発した観光バスのボルボ・アステローペと2004年にスバルカスタマイズ工房が東京オートサロンへ出品した「レガシィB4・アステローペ」として、「エーレクトラー」は1994年からSTIが発売を始めたアルミホイールの商品名と、2000年に発売されたインプレッサS201 STIバージョンのパイロットモデル名「エレクトラワン（Electra ONE）」として、「ケライノー」は1977年、「ケレーノ」として北米向けに発売したスノーモービルの製品名として、「アルキュオネー」は英語読みの「アルシオーネ」で1985年発売のアルシオーネと、1991年発売のアルシオーネSVXとして、「メロペー」は2009年にスバル用品が販売した天体望遠鏡「SUBARUメローペ80A」 に使われている。残りの「ターユゲテー」は現在までのところ富士重工業製品に使用されていない。なお、プレイアデスについてはSUBARU純正オイル名のレ・プレイアード・ゼロ（Les Pléiades Zero、Pléiadesはフランス語でプレイアデスのこと）で使用されている。
谷村新司の『昴』は「元々はこの会社のイメージソングであった」とする誤解が散見される。富士重工業を意識して製作された歌謡曲は『我が人生は昴なり』（作詞作曲：石坂まさを、唄：美帆さゆみ）である。作曲家の石坂まさをは熱烈なスバルファンで、「生真面目で人情味あるスバルの姿を唄い上げたもの」と公言している。原作は『我が人生はスバルなり』であったが、発売時に商品イメージを消すためにあえて漢字の「昴」を当てている。
スバルの中国語表記は台湾、中国本土、香港の順に「速霸陸」、「斯巴魯」/「斯巴鲁」、「富士」（拼音: Sùbàlù / Sībālǔ、注音: ㄙㄨˋㄅㄚˋㄌㄨˋ / ㄙㄅㄚㄌㄨˇ、イェール式：Fu3si6）、韓国語表記は「스바루」（文化観光部2000年式：Seubaru、マッキューン＝ライシャワー式：Sŭbaru）」である。

## キャッチフレーズ
- 「世界の4WDリーダー SUBARU 4WD」（1987年 - 1991年）
- 「確かな技術を人のために」（1989年 - 1991年3月）
- 「Active driving, Active safety」（1996年 - 1999年）
- 「World Quality SUBARU 4WD」（2000年 - 2001年7月）
- 「Driving emotion」（2001年8月 - 2002年3月）
- 「Think.Feel.Drive」（2003年10月 - 2008年2月）
- 「Fantastic moments」（2008年3月 - 2009年）
- 「Confidence in Motion」（2010年11月 - 2019年9月）※このキャッチフレーズは北米などの世界各国でも使用されている。
- 「安心と愉しさを SUBARU」（2014年10月 - ）※このキャッチフレーズはCMの終盤で使用される。
- 「Love. It's what makes a Subaru, a Subaru.」（2006年 - ）※主に北米市場で使用。
- 「believe. 人生をより良くできるクルマは、きっと、ある。」（2019年9月 -2020年 ）

## テレビ番組
- 日経スペシャル カンブリア宮殿 「ぶつからないクルマ」の技術革新で不況を打ち破れ！（2011年2月3日、テレビ東京）[44]

## 提供している主な番組
日本全国でスポットCMを流している。提供クレジットは1998年までは富士重工で、1999年からSUBARUに変わった。
民放BS放送で単独スポンサードする番組は2012年10月現在時点で4番組あり、スポンサー名と読みは「“Confidence in Motion” SUBARU」となっている。『MY STORY』以外のBS単独スポンサー番組と『Dramatic Cinema』 はYouTubeで番組本編を配信し、「Dramatic Cinema」、「ふたり道」、「恋するドライブ」は、それぞれの番組Facebookページを開設していた（現在はすべて公開終了）。過去のテレビCMは、SUBARU公式サイト内『チャンネルスバル』で配信しており、稀に「SUBARU On-Tube」もテレビCMを配信する事がある。テレビCM冒頭に流れるサウンドロゴは現在30秒版のみになっている。一部を除き以前は15秒版も存在したが「“Confidence in Motion”」は省かれている。
『金曜ロードSHOW!』（日本テレビ系）でかつてメインスポンサーを務めていた際に、前半枠に番組枠向けのドラマ仕立てCM「Your story with〜あなたとクルマの物語〜」（2分）を提供し、放送後に同社HPで限定公開していた（現在は公開終了）。
また、ゴルフ中継やゴルフ番組向けにゴルファーの視聴者に向けたテレビCMも放映されている。
2017年10月27日に発覚した不祥事により、年内はスポットCMおよび各番組提供を自粛し、ACジャパンや自局の番宣などのCMに差し替えたが、2018年1月1日からCM・番組提供ともに再開された。
2018年11月上旬に再び不祥事が発覚し、11月中旬の一定期間CM放送を自粛した。4月から提供に加わった『日曜劇場』（TBS系）などは、CMは差し替えたもののクレジットは通常通り表示された。
2023年10月現在は、TBS系列「日曜劇場」以外、地上波局においてはスポンサー番組は無い。

### 現在
- 日本テレビ系

現在なし
- テレビ朝日系

現在なし
- TBS系
  - 日曜劇場（2018年4月 - ）[注釈 22]
- テレビ東京系

現在なし
- フジテレビ系

現在なし
- BS日テレ
  - ゴルフサバイバル（金曜21:00 - 22:00）ホールインワン賞対象ホールにはSUBARU車が提供され、番組内ではコラボCMも放映されている。
- BS朝日

- BS-TBS

- BSフジ

- その他
  - ぐんまちゃん[45]（群馬テレビ他、2021年10月3日 - ）
  - スバリズム（群馬テレビ）

### 過去
- 日本テレビ系
  - 木曜ゴールデンドラマ（読売テレビ制作、初期から途中降板）
  - 久米宏のTVスクランブル
  - 天才・たけしの元気が出るテレビ!!− 1990年9月頃に途中降板。翌月10月から日本石油(現·ENEOS)に交代。
  - くりぃむしちゅーのたりらリでイキます!!
  - ズームイン!!朝!→ズームイン!!SUPER
  - 週末のシンデレラ 世界!弾丸トラベラー
  - ザ!世界仰天ニュース（2010年4月 - 2016年3月まで）
  - ダウンタウンDX（読売テレビ制作、2011年1月 - 3月10日[注釈 23]）
  - 水曜ドラマ（2006年10月 - 2018年3月まで）[注釈 24]
  - アナザースカイ（2016年4月 - 2018年3月まで）
  - あのニュースで得する人損する人
  - 超問クイズ! 真実か?ウソか?（2019年1月 - 9月）
  - 人生が変わる1分間の深イイ話（2020年4月 - 9月 、三菱自動車から引き継いだ。『金曜ロードSHOW!』縮小分から移動。）
  - ZIP!（2019年10月 - 、ホンダから引き継いだ。同業のトヨタ、隔日交代で日産も提供。）
  - 世界一受けたい授業（2016年10月 -2020年9月は60秒、10月からは枠を減らし　30秒、翌年3月まで提供。かつては同業の三菱、後に引き継いだトヨタが提供していた。）
  - news zero（隔日CC、隔日で同業の日産、別枠で月曜はトヨタも提供。）[注釈 25]
  - 踊る!さんま御殿!!（2022年10月 - ）
  - 金曜ロードショー → 金曜ロードSHOW! → 金曜ロードショー（前半枠HH）
  - ザ!鉄腕!DASH!!
- テレビ朝日系
  - あいつ今何してる?（2016年4月 - 2020年3月、現在はローカルセールス枠で放送中）
  - くりぃむクイズ ミラクル9
  - 報道ステーション（木・金曜、2013年4月 - ）
  - 池上彰のニュースそうだったのか!!（同業のスズキ、いすゞも提供。嘗てはダイハツも提供していた。）
  - 帰れマンデー （隔週、21時台、2022年4月 - ）
  - 10万円でできるかな （隔週、21時台、2022年4月 - ）
  - Qさま!! （隔週、21時台、2022年4月 - ）
- TBS系
  - オーケストラがやって来た
  - TBS平日最終版ニュース枠
    - JNNニュースデスク→ネットワーク JNN→ニュース22プライムタイム→JNNニュースデスク'88・'89

  - 水曜ロードショー（1992年4月 - 1993年3月、シャープから引き継いだ。）
  - クイズ!当たって25%
  - TBS金曜9時枠の連続ドラマ（一時期は30秒扱いであったが基本的は60秒提供）
  - 金曜ドラマ（1972年にスタート初期からついていた。その後P&Gサンホームに交代。）
  - TBS木曜10時枠の連続ドラマ（2007年4月から2008年3月まで。なお2008年1月から3月のドラマ『だいすき!!』ではコラボレーションCMをオンエアしていた）
  - TBS土曜8時枠の連続ドラマ（2008年4月から2010年3月まで）
  - ひみつのアラシちゃん!
  - 飛び出せ!科学くん（同業のトヨタも提供）
  - 奇跡ゲッター ブットバース!!
  - THEぶっちぎりTV（同業の日産も提供）
  - サタネプ☆ベストテン
  - 水曜プレミア
  - 爆報! THE フライデー
  - イカさま☆タコさま（2013年1月 - 3月）
  - チューボーですよ!（交代制、CC扱い）
  - THE世界遺産（2015年4月 - 2016年3月まで）
  - 世界・ふしぎ発見!（HH、2018年3月で降板）
  - ジョブチューン アノ職業のヒミツぶっちゃけます!（土曜20時枠、2020年10月 - 2021年3月、同業のホンダは同じ枠で、日産は土曜19時枠で提供）
  - 毎日放送制作日曜23時枠
    - 1×1 ONE-BY-ONE→情熱大陸（番組開始の1998年4月5日から1年間スポンサーを務めた）

  - 世界ウルルン滞在記2008（毎日放送、2008年4月から番組終了（同年9月）まで）
  - がっちりマンデー!!（2016年4月 - ）
  - サンデーモーニング
  - マツコの知らない世界（同業者のトヨタとホンダも提供している）
  - ニューイヤー駅伝 （2017年以降の1月1日。車両協力も行っている）
  - BACKSTAGE（2019年4月 - ）
  - 新・情報7days ニュースキャスター（2020年10月 -、同業のトヨタとその子会社ダイハツは同じ枠で、日産は別枠）
- テレビ東京系
  - 木曜洋画劇場
  - WBS（2017年4月3日 - 2017年1月から3月31日まではPT）
  - SUPER GT+
- フジテレビ系
  - 拳銃無宿（一社提供）
  - ウチくる!?（関東ローカル、一時期のみ）
  - 土曜プレミアム（前半枠HH、同業のスズキも提供）
  - 土曜ドラマ（一時同業の日産も提供、2007年7月、2007年9月 - 2010年3月）
  - 理由ある太郎
  - 一攫千金!日本ルー列島!
  - 5LDK
  - グータンヌーボ（関西テレビ制作）
  - とんねるずのみなさんのおかげでした（ネットセールス終了後のHH、2010年10月 - ）
  - 人志松本の○○な話（2010年10月 - 番組終了まで）
  - (株)世界衝撃映像社（2011年1月 - 3月）
  - キカナイトF
  - おじゃマップ
  - ホンマでっか!?TV（同業のダイハツも提供）
  - 木曜劇場（2016年4月 - 9月まで）
- BS日テレ
  - キズナのチカラ
  - SUBARU presents MY STORY（日曜23:00 - 23:30・一社提供）※現在はリピート分を交えながら放送している。
  - SUBARU Presents ふたり道 〜助手席のオキテ〜（木・金曜21:54 - 22:00・一社提供、TREZIA名義）[2012年10月 - ] <見逃し分は、「粋男流儀 〜遊びの美学〜」と同様「SUBARU On-Tube」でも視聴可能。また金曜は後番組「キズナのチカラ」放送の関係上、金曜の21:54 - 22:30までが一社提供の独占状態となる。>
- BS朝日
  - SUBARU Presents 恋するドライブ（水曜23:30 - 0:00・一社提供、EyeSight名義）[2012年7月 - ] <放送2日後には、BS朝日公式YouTubeチャンネル にて配信する。ただし、FacebookのSUBARU公式アカウントのリンク先でしか視聴できないため、公開話数も限られている。>
- BSフジ
  - SUBARU Presents 粋男流儀 〜遊びの美学〜（土曜8:30 - 8:55 [以前は土曜8:00 - 8:25に放送していた。]・一社提供、かつては、SUBARU BRZ名義だった）[2012年3月 - ] <なお、「SUBARU On-Tube」でも配信している。>
- TOKYO FM・JFN系列
  - SUBARU OFFTIME CRUISE（2000年1月 - 2008年6月）
  - 山下達郎のサンデー・ソングブック（2015年3月 - 2016年6月）
  - SUBARU Wonderful Journey 〜土曜日のエウレカ〜（2020年10月 - 2023年9月）

など

## 硬式野球部
1953年、富士重工業（現、SUBARU）硬式野球部を創部。
　以後、社会人野球3大大会の都市対抗野球大会では27回出場し、第40回大会(1969年)、第85回大会(2014年)で2回の「準優勝」、第79回大会（2008年）では「ベスト4」に進出している。
　そして、日本選手権には16回出場し、第8回大会(1981年)、第33回大会(2006年)と2回の「全国優勝」、第39回大会(2013年)には「準優勝」を果たしている。

## 陸上競技部
SUBARUの陸上競技部はSUBARUの製造拠点である群馬製作所内にある。事業所のある群馬県太田市が全日本実業団対抗駅伝競走大会（ニューイヤー駅伝）のコースに含まれていることもあり、同大会への出場と地域社会の活性化への貢献を目的として1998年6月に創部された。小指徹監督以下、地元出身の阿久津圭司を始めとする12名の部員で構成される。
当初は旧社名の「富士重工業」で出場していたが、社名変更を待たずに「SUBARU陸上競技部」に呼称を変更した。部の主たる活動目標でもあるニューイヤー駅伝には2001年の第45回大会で初出場を果たし、以後第64回大会まで20年連続出場を続けていたが、ニューイヤー駅伝の予選会も兼ねている第61回東日本実業団対抗駅伝競走大会では途中棄権となり、連続出場が途絶えた。2013年に行われた第57回大会では第6位で入賞、2022年に行われた第66回大会では過去最高順位である第2位となり、9年ぶり2度目の入賞を果たしている。また、地元チームとして沿道での声援も大きい。